# خورشیدگرفتگی ۱۳ نوامبر ۲۰۱۲
خورشیدگرفتگی ۱۳ نوامبر ۲۰۱۲ (به انگلیسی: Solar eclipse of November 13, 2012) یک خورشیدگرفتگی از نوع خورشیدگرفتگی کامل است. این خورشیدگرفتگی در تاریخ ۱۳ نوامبر ۲۰۱۲ میلادی (‎۲۳ آبان ۱۳۹۱ خورشیدی) روی داد که زمان اوج آن، ساعت ۲۲:۱۲:۵۵ به‌وقت ساعت هماهنگ جهانی بوده‌است. مدت زمان و طول این خورشیدگرفتگی ۴ دقیقه و ۲ ثانیه بود.

## نگارخانه

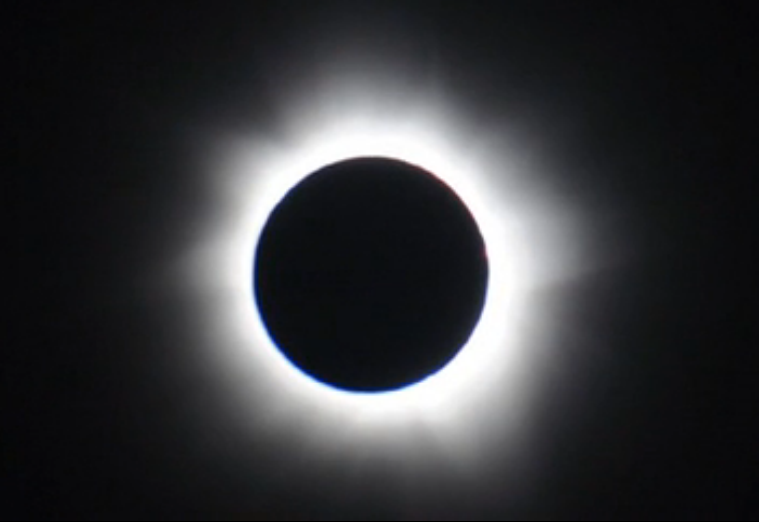
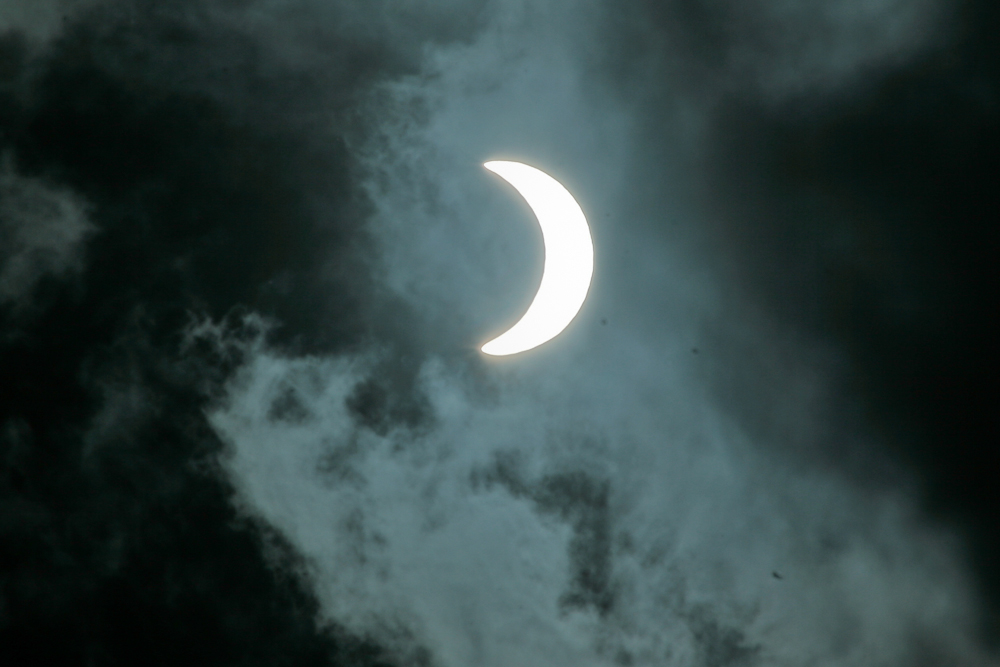
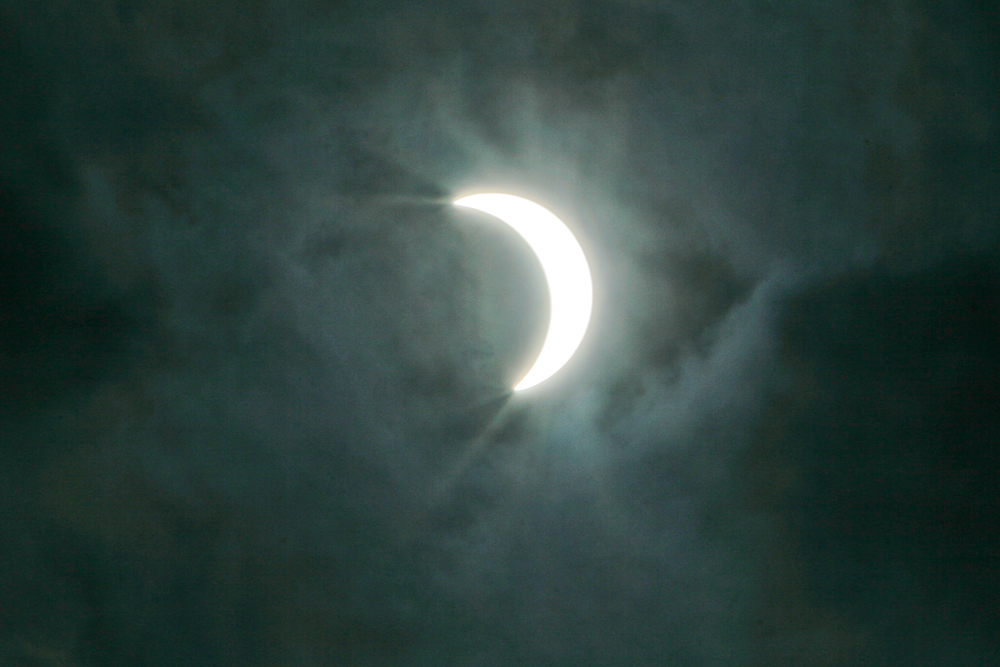
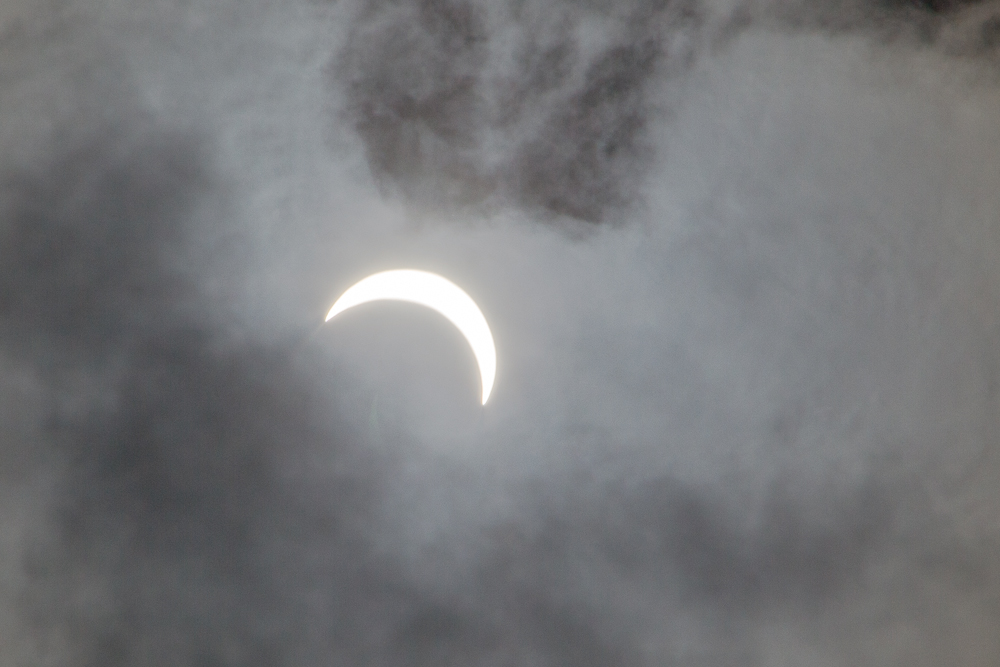
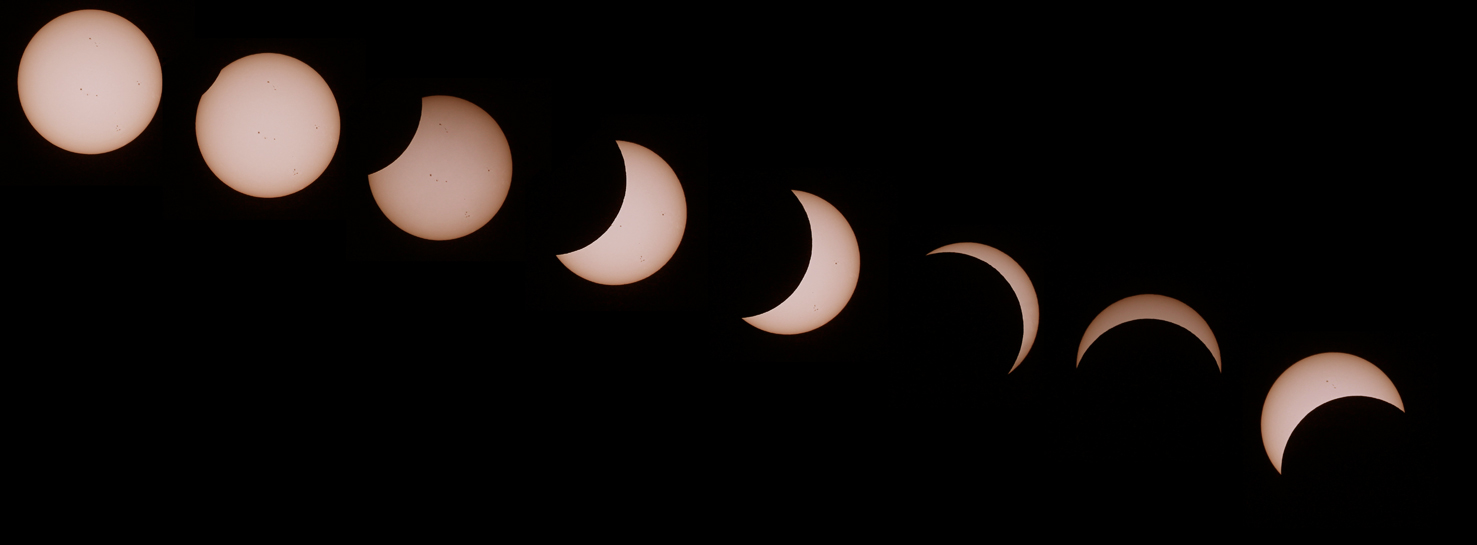
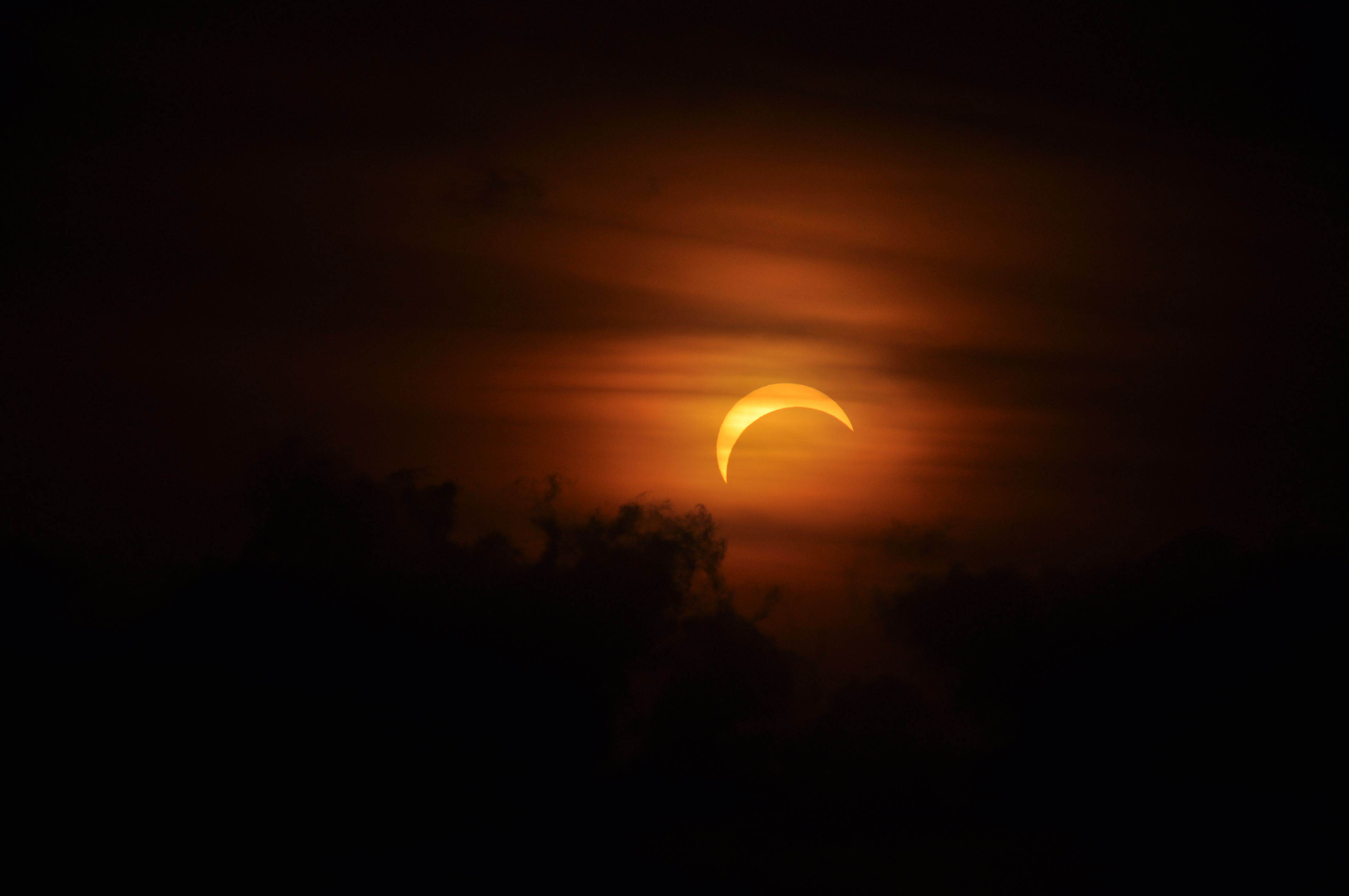